# Учамский сельсовет
Учамский сельсовет — административно-территориальная единица, выделявшаяся в составе Илимпийского района Эвенкийского автономного округа Красноярского края.

## История
Информация о времени образования сельсовета разнится. Один и тот же источник указывает:
- «... С 1934 года Эвенкийский национальный округ являлся составной частью Красноярского края и состоял из трёх районов: Илимпийского, Байкитского и Тунгусско-Чунского и 17 сельских советов: Нидымский, Учамский, Тутончанский, Ногинский, Кислоканский, Экондинский, Чириндинский, Ессейский, Ванаварский, Стрелковский, Чемдальский, Муторайский, Байкитский, Куюмбинский, Ошаровский, Полигусовский, Суломайский»;
- «Первые сведения о Кочевом Совете имеются в протоколе кочсовета от 10.11.1938 года. Состав секций кочсовета:

1)животноводческая секция;
2)культурная секция; 
3) секция по ликвидации неграмотности;
4) финансовая
секция. 
По сведениям 1938 года численность коренного населения на территории кочсовета составляла 143 человека.
Основными задачами кочсовета являлись:
-подготовка к переходу населения на оседлый образ жизни;
-организация рыболовных бригад;
-ведение массовой разъяснительной работы среди населения по ликвидации неграмотности и малограмотности.
Учамский исполнительный комитет сельского Совета депутатов трудящихся ЭНО Красноярского края образовался на базе Учамского кочевого Совета в 1957 году. Председателем Учамского сельского Совета избран И. И. Оегир, секретарём сельского Совета — Е. Ф. Чернышев, членами исполкома — И. И. Оегир, Е. Ф. Чернышев, А. Г. Коватский».
16 января 1992 года сельсовет был упразднён и была образована администрация посёлка Учами.
Законом Эвенкийского автономного округа от 07.10.1997 № 63 вместо упразднённого Учамского сельсовета была утверждена территориальная единица сельское поселение село (с 2002 года посёлок) Учами.
В 2010 году были приняты Закон об административно-территориальном устройстве и реестр административно-территориальных единиц и территориальных единиц Красноярского края, согласно которым посёлок Учами непосредственно вошёл в состав Эвенкийского района как административно-территориальной единицы с особым статусом.
Сельсовет выделялся как единица статистического подсчёта до 2002 года.
В ОКАТО сельсовет как объект административно-территориального устройства выделялся до 2011 года.

## Состав
| № | Населённый пункт | Тип населённого пункта          | Население |
| - | ---------------- | ------------------------------- | --------- |
| 1 | Нидым            | посёлок, административный центр | ↘75       |